# Mosbruch

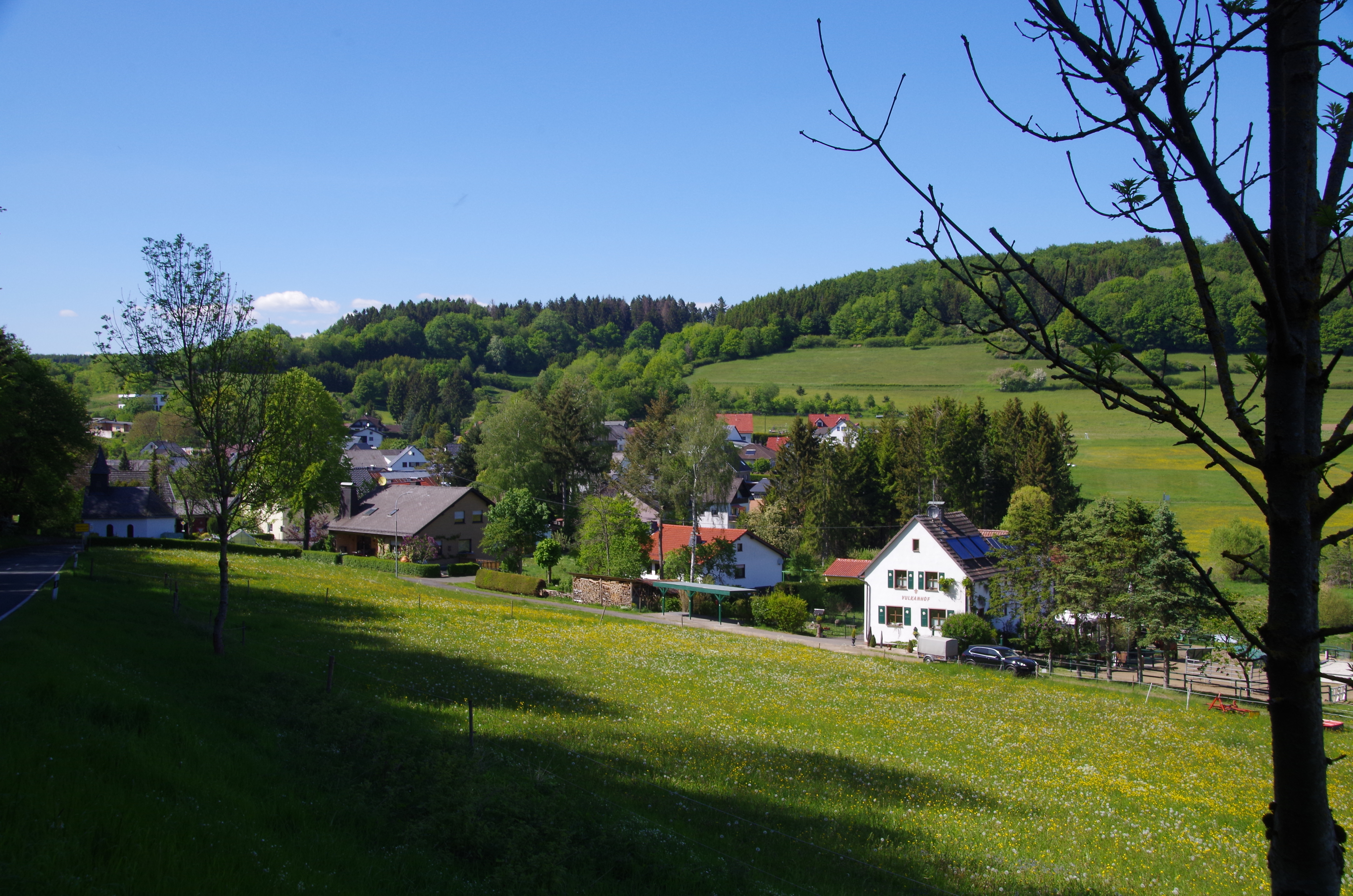
Mosbruch, Ortseinfahrt L 96, Südosten

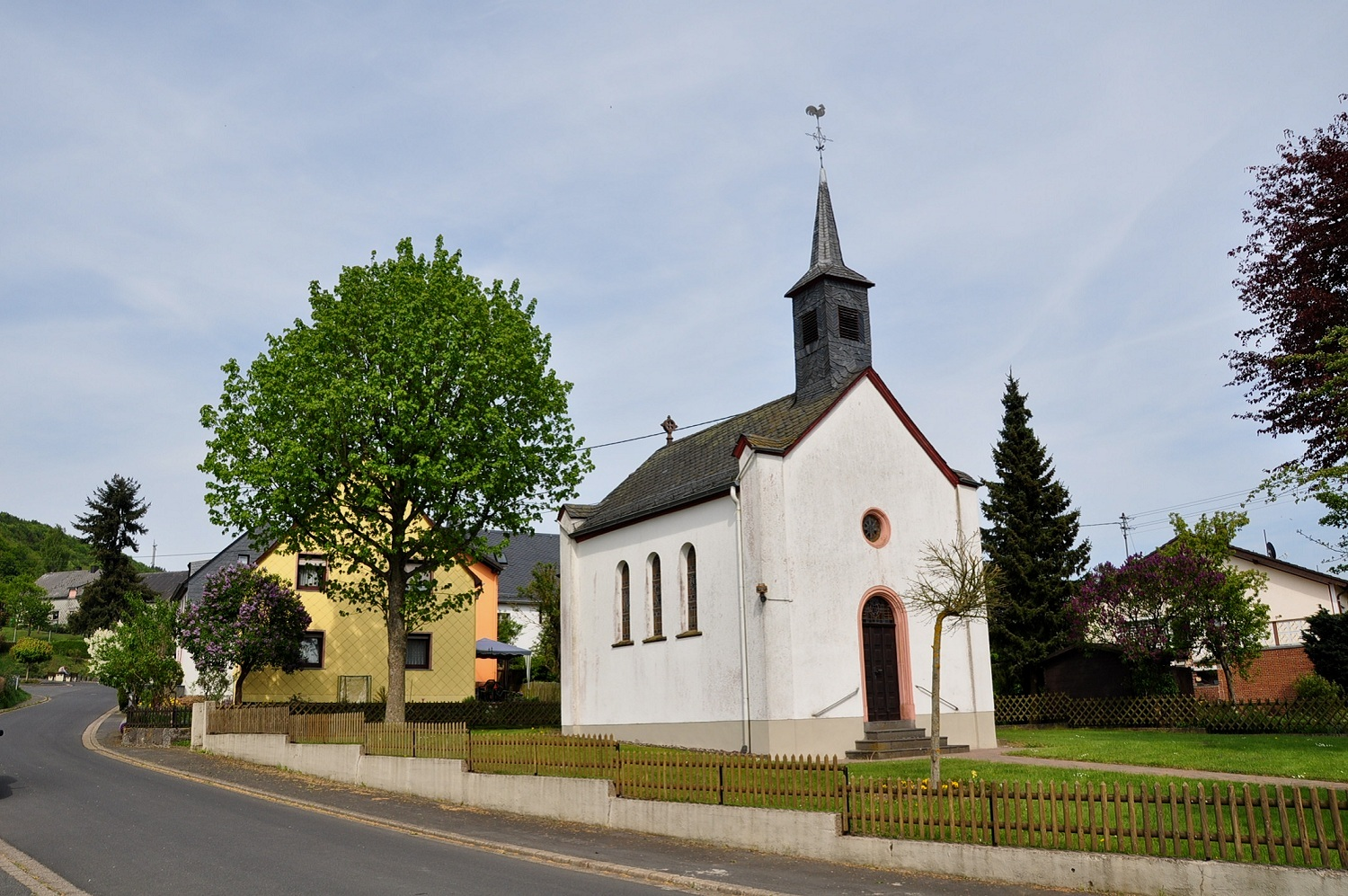
Katholische Filialkirche St. Blasius

Mosbruch ist eine Ortsgemeinde im Landkreis Vulkaneifel in Rheinland-Pfalz. Sie gehört der Verbandsgemeinde Kelberg an.

## Geographie
Der Ort liegt in der Eifel. Bei Mosbruch entspringt der Üßbach. Die bedeutendste Sehenswürdigkeit ist jedoch der Mosbrucher Weiher, ein verlandetes Maar und heute zusammen mit dem im Norden liegenden Hochkelberg ein Naturschutzgebiet. Zu Mosbruch gehören auch die Wohnplätze Friedrichsmühle (auch Ackermühle) und Zumried.

## Geschichte
Mosbruch gehörte bis zum Ende des 18. Jahrhunderts zum Schultheißenamt Uersfeld des kurkölnischen Amtes Nürburg.
Im Jahr 1794 hatten französische Revolutionstruppen das Linke Rheinufer besetzt. Unter der französischen Administration gehörte Mosbruch von 1798 bis 1814 zum Kanton Ulmen im Rhein-Mosel-Departement. Aufgrund der 1815 auf dem Wiener Kongress getroffenen Vereinbarungen kam die Region zum Königreich Preußen. Unter preußischer Verwaltung war die Gemeinde Mosbruch dem Kreis Adenau im Regierungsbezirk Koblenz zugeordnet und wurde von der Bürgermeisterei Kelberg verwaltet. Diese ging 1927 im Amt Kelberg und 1968 in der Verbandsgemeinde Kelberg auf. Nach dem Ersten Weltkrieg stand das Gebiet unter Französischer Militärverwaltung. Bei der Auflösung des Kreises Adenau im Jahr 1932 kam Mosbruch zum Kreis Mayen. Seit 1946 ist die Region Teil des Landes Rheinland-Pfalz und gehörte bis 1949 bzw. 1955 zur Französischen Besatzungszone.
Im Zuge der kommunalen Neuordnung von Rheinland-Pfalz kam die Gemeinde am 7. November 1970 vom gleichzeitig aufgelösten Landkreis Mayen zum Landkreis Daun (heute Landkreis Vulkaneifel).
Bevölkerungsentwicklung
Die Entwicklung der Einwohnerzahl von Mosbruch, die Werte von 1871 bis 1987 beruhen auf Volkszählungen:
| Jahr | Einwohner |
| 1815 | 103       |
| 1835 | 141       |
| 1871 | 180       |
| 1905 | 181       |
| 1939 | 184       |

| Jahr | Einwohner |
| 1950 | 193       |
| 1961 | 172       |
| 1970 | 186       |
| 1987 | 184       |
| 2005 | 174       |

## Politik

### Bürgermeister
Jürgen Gitzen ist seit dem 24. Juni 2019 Ortsbürgermeister von Mosbruch.
Gitzens Vorgänger Walter Morsch hatte das Amt zehn Jahre ausgeübt, war 2019 aber nicht erneut angetreten.

### Wappen
| Wappen von Mosbruch | Blasonierung: „Von Silber und Rot geviert; 1. ein schwarzes Balkenkreuz, 2. ein silberner Äbtissinenstab, 3. zwei silberne gekreuzte Kerzen, 4. eine rote Raute.“ |
| Wappen von Mosbruch | |